# ユピテルとアンティオペ (ダヴィッド)
『ユピテルとアンティオペ』（仏: Jupiter et Antiope, 英: Jupiter and Antiope）は、フランスの新古典主義の巨匠ジャック＝ルイ・ダヴィッドが1771年に制作した神話画である。油彩。オウィディウスの『変身物語』で言及されているテーバイ王女アンティオペに対するゼウス（ローマ神話のユピテル）への恋を主題としている。ダヴィッドの最初期の作品の1つで、当時ヨンヌ県サンスに住んでいた20歳頃のダヴィッドによって制作された。現在は同地にあるサンス美術館に所蔵されている。

## 主題
テーバイ王ニュクテウスの娘アンティオペはゼウスに愛されて身ごもった。オウィディウスはこのエピソードを『変身物語』の第6巻で簡潔に言及している。それによるとゼウスはサテュロスに変身してアンティオペと関係を持ったという。この出来事はニュクテウスを激怒させた。アンティオペは父を恐れるあまりシキュオンに逃亡し、エポペウス王と結婚した。しかしニュクテウスは兄弟のリュコスに2人を罰するよう頼んで自殺した。リュコスは軍を率いてシキュオンを攻撃した。この戦いでエポペウスは殺され、アンティオペはテーバイに連行された。アンティオペは途中のエレウテライで双生児の英雄ゼトスとアムピオンを出産した。赤子たちは捨てられたが牛飼いに育てられ、成長してリュコスとその妻ディルケに虐待されていた母アンティオペを救い出した。

## 作品
ダヴィッドはアンティオペを発見したユピテル描いている。サテュロスに変身したユピテルは動物の毛を身にまとい、、息を潜めながら自然の中で眠るアンティオペに接近し、木々の上から垂らされたアンティオペを覆っていたドレープをそっと持ち上げている。一方のアンティオペは一糸まとわぬ姿で木々の根元に敷かれた深紅のドレープの上に身を横たえている。その裸体はかろうじて白のドレープによって下腹部のみ覆われている。彼女は髪や両腕を真珠の宝飾品で飾っている。
アンティオペを主題とする絵画はサテュロスがユピテルであることを示すアトリビュートが欠如していることが多く、ヴィーナスないしニンフと混同され、しばしば主題を特定することが困難である。本作品もが欠如しており、『眠れるニンフとサテュロス』（Nymphe endormie et satyre）と呼ばれることがある。
のちに新古典主義を主導することになるダヴィッドも、この初期においてはロココの巨匠フランソワ・ブーシェやジャン・オノレ・フラゴナールの影響が顕著で、この時代の気取ったマニエリスムを反映している。
キャンバスの裏側にはダヴィッドが描いた魚売りの女のスケッチが残されている。

## 来歴
ダヴィッドは『ユピテルとアンティオペ』を制作したとき20歳ほどであった。ダヴィッドは絵画が完成するとサンスの建築家ブロンの孫娘で幼馴染のボードリー夫人に贈った。その後、絵画はボードリー夫人の息子アドルフ・ギヨンに相続され、ギヨンはそれを1896年にサンス美術館に遺贈した。

## 修復
2016年にアデラムス協会（Association Aderamus）の後援により資金が集められ、絵画の修復と額縁の改修が行われた。これにより古い修復と酸化し変色したワニスが除去されたほか、背面のスケッチを部分的に覆っていた額縁が解体され、全体が見える額縁に変更された。修復された絵画は翌2017年に美術館に戻された。